# 낙동강 방어선

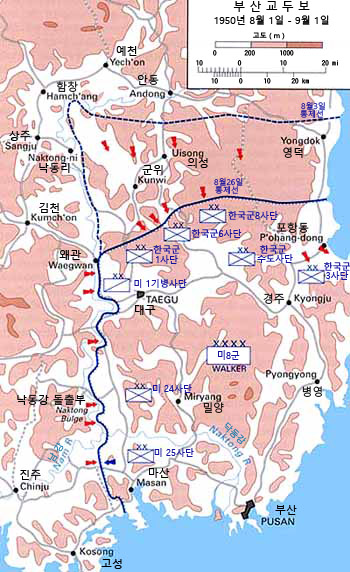
낙동강 방어선 지도.

낙동강 방어선(洛東江 防禦線)은 6.25 전쟁 당시 유엔군이 조선인민군의 공세에 맞서 설정한 방어선으로, 당시 미국 제8군 사령관이었던 월턴 워커의 명령에 따라 낙동강 동부와 그 일대의 험준한 산맥을 천연의 요새로 삼은 것이었다.
국방부 군사편찬연구소 등에서는 간단히 낙동강선 (洛東江線)이라고도 부르며, 일부 논문이나 군사 자료에서는 방어선 설립을 명령한 워커 장군의 이름을 따 워커 라인(영어: Walker Line)이라고 부르기도 한다.
1950년 8월 3일 당시 함창과 안동 남쪽, 그리고 상주 동쪽 낙동강 일대를 낙동강 방어선으로 삼았으나 조선인민군이 8월까지 빠르게 남쪽으로 공격을 가하여 군위와 의성을 빠르게 함락시키고 마산, 포항, 대구 등을 압박하면서 워커는 낙동강 방어선을 다시 계획하였다. 1950년 8월부터 9월까지 방어선을 돌파하려는 조선인민군과 방어선을 사수하려는 유엔군이 여러 차례 격돌을 벌였다. 1950년 9월 15일 인천 상륙 작전으로 후방의 보급로가 차단된 조선인민군은 공세를 포기했고, 이에 맞추어 유엔군과 대한민국 국군은 1950년 9월 낙동강 방어선 일대에서 반격 작전을 시작한다. 

## 참고 자료
- 낙동강 방어선 전투